# Intervención británica en la independencia hispanoamericana
La intervención británica en la emancipación hispanoamericana se refiere al conjunto de medidas militares, políticas y diplomáticas impulsadas desde el Reino Unido y sus colonias en apoyo a los insurgentes o revolucionarios que buscaban la secesión o independencia de los territorios americanos bajo dominio español. Estas acciones, dirigidas al desmembramiento de los dominios españoles en América, fueron llevadas a cabo tanto por particulares, con la complicidad del estado británico, como por el propio gobierno y sus representantes oficiales. España también se vio obligada a recurrir a los comerciantes para financiar sus empresas militares.
Los gobiernos españoles consideraban al Reino Unido como su principal adversario en la disputa por el control colonial de la América española. Sin embargo, la guerra contra Napoleón permitió al Reino Unido firmar el tratado para la restauración de Fernando VII, que le otorgó la oportunidad de intervenir en todo el Imperio español. La ayuda británica a las facciones rebeldes, esquivó los tratados con España porque en ese momento los revolucionarios todavía no eran reconocidas como estados soberanos, y alcanzó su punto culminante entre 1817 y 1818. Durante este periodo, las repetidas y enérgicas protestas diplomáticas españolas acusaban al Reino Unido de violar la neutralidad. En respuesta, el gobierno británico decretó en 1819 la prohibición de alistamiento para servir en el extranjero o el equipamiento con fines bélicos sin licencia oficial de Su Majestad británica.
Sin embargo, para entonces, el Reino Unido ya se había consolidado como el principal proveedor de material bélico para los revolucionarios, y alrededor de 10.000 soldados y oficiales británicos habían servido en América del Sur. De estos, aproximadamente 6.500 se integraron en los ejércitos patriotas y 3.500 en las marinas revolucionarias. 

## El conflicto colonial

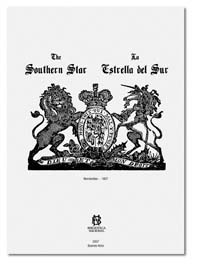
Propaganda británica 1807: The Southern Star o La Estrella del sur.

El proceso de independencia hispanoamericano se desarrolló en un contexto de rivalidad internacional de las potencias coloniales que involucraban a España, Portugal, Estados Unidos, Francia y el Reino Unido. El resultado de las guerras napoleónicas europeas determinaron grandes cambios entre las alianzas de dichas potencias. 
El Reino Unido entre 1806-1807 invadió directamente los dominios de España en el Río de la Plata cuando varios contingentes, con una primera invasión de unos mil setecientos soldados, seguida de una segunda de hasta catorce mil hombres, 20 navíos de guerra y 90 transportes, consiguieron ocupar la ciudad de Buenos Aires y luego Montevideo. Finalmente desalojados por las milicias, los regulares y oficiales virreinales.  
Un año más tarde, el 2 de mayo de 1808,  el ejército de Napoleón ingresó a España, y esto motivó una reconfiguración de las alianzas entre las potencias europeas. Fernando VII quedó en Bayona y los Bonaparte tomaron el trono español, lo que rompió el pacto de estado entre Francia y España, instalado anteriormente, por los pactos de familia de los reyes Borbones.  
El Reino Unido, de otro lado, se preparaba para combatir las fuerzas imperiales napoleónicas en la península ibérica. En América, mientras tanto, se reconocía al Reino Unido como potencial enemigo de España y se planteaba la posibilidad de reforzar militarmente Buenos Aires, ante la formación de nuevo ejército expedicionario británico de siete mil hombres organizado en Irlanda, al mando del Duque de Wellington pero cuyo destino era Europa. Por otro lado los astilleros españoles eran destruidos por la guerra napoleónica, y la potente flota española acabaría siendo consumida en las campañas frente a los ejércitos imperiales. Los escasos restos, envejecidos, junto a una compra polémica de buques rusos, serían el único nexo naval con las colonias ultramarinas en aquel periodo.

## Conflicto diplomático con España

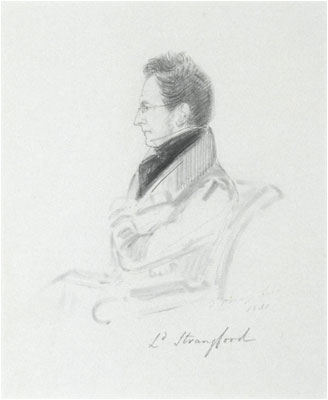
Lord Strangford

El statu quo colonial parecía garantizarse en 1809, cuando se firma un pacto entre el gobierno español y el Reino Unido, que establecía el auxilio frente a la invasión francesa, pero este acuerdo, resultaba ambiguo respecto de América, ya que los esfuerzos de Napoleón Bonaparte no iban dirigidos a invadir el territorio español, fuera de la península ibérica, sino a debilitar España, apoyando la insurrección de sus colonias de Ultramar. Pero se permite a las flotas británicas alcanzar los puertos españoles de ambos hemisferios. Así, mientras los revolucionarios americanos rechazan los comisionados franceses, y su adhesión a la España napoleónica, los británicos mejoraban sus propios intereses coloniales.
La Regencia de España iba tomando conocimiento que el gobierno inglés atendía a los comisionados enviados por las juntas de los rebeldes, y estaban lejos de oponerse a sus planes. Pero el esfuerzo para la guerra frente a Napoleón debía mantenerse a toda costa, aunque esto podía favorecer los intereses británicos. Los beligerantes de la independencia hispanoamericana se veían en la necesidad de recurrir al gobierno de Londres para solicitar su ayuda a través de comisionados.  Este podía imponer sus condiciones, explotando en su provecho las difíciles circunstancias que sufrían ambos bandos. El gobierno de Londres presentó una fachada, con una actitud oficial equidistante, en tanto que permitió "actitudes personales"  de sus representantes, como Wellesley en Cádiz, o Lord Strangford en Río de Janeiro, que bloqueaban el apoyo a la causa española. 
En este contexto surge en 1811 la propuesta de mediación británica con los insurgentes americanos, a través del embajador Wellesley; para enviar comisionados ingleses para una negociación de resultado incierto, a cambio de la instalación del libre comercio, es decir la apertura de todos los mercados españoles a las franquicias de Inglaterra. Al mismo tiempo Wellesley exigía la supresión de todo envío de ayuda militar y material de guerra español desde la península a los realistas, en una directa intromisión en el conflicto ajeno.  El libre comercio inglés pretendía incluir también México y Venezuela, abriendo un espacio de conflicto diplomático con los intereses norteamericanos. El Reino Unido en disputa con los Estados Unidos, iniciaría la Guerra de 1812. El gabinete de Londres intentaba involucrar España en el conflicto del norte, y presionaba para hacer embargos en Cádiz de los bienes norteamericanos, a riesgo de una escalada que afectaría Nueva España y las Floridas. 
El conflicto diplomático dio otro paso adelante por las continuas denuncias de las autoridades españolas en América, por el auxilio "particular" que los capitanes de los buques ingleses proporciaban a los insurgentes.  José María Salazar, comandante del Apostadero Naval de Montevideo,  responsabilizó a la división naval británica de Río de Janerio, presente en el Río de la Plata, del fracaso del bloqueo naval de Buenos Aires. 
En el año 1814,  una vez conseguida la caída de Montevideo, y asegurada la separación del Río de la Plata, el Reino Unido acordó con España, tras la restauración del gobierno absoluto de Fernando VII,  la prohíbición de entregar armas a los rebeldes, según Humboldt, un gesto ante el temor de que España pidiera ayuda a Francia.  Pero este teórico compromiso del estado británico no llegó a cumplirse en los hechos, ya que las leyes inglesas permitían sortearlo mediante la acción particular de súbditos británicos, que apoyaban con armas, barcos y hombres a los revolucionarios, con la omisión de cualquier prohíbición del estado británico.

## Ayuda militar y violación de la neutralidad

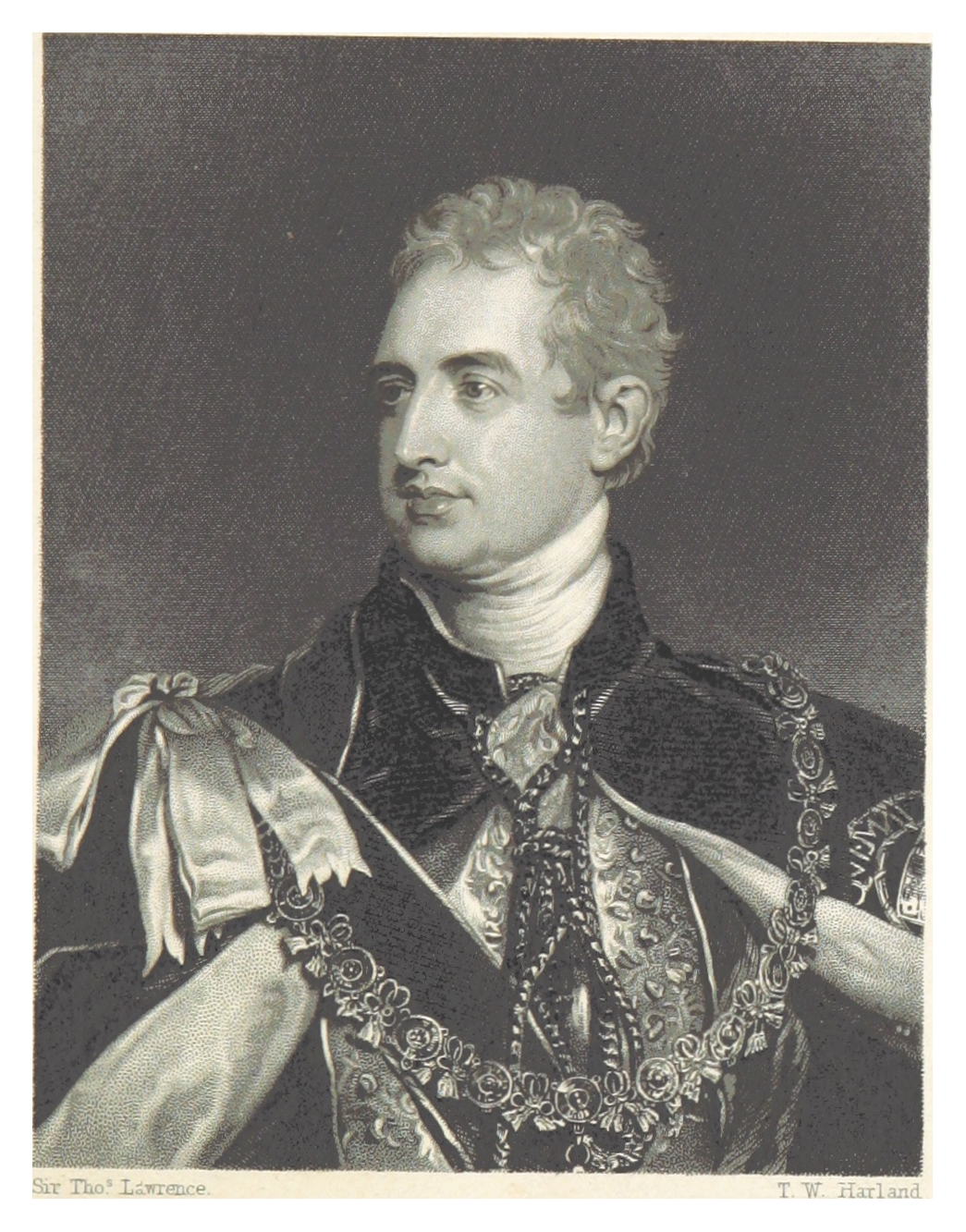
Lord Castlereagh

La declaración de neutralidad del Reino Unido obedecía a la política del gabinete británico de Lord Castlereagh de mantener España separada del poder francés napolónico o post-napoléonico, que podría romper nuevamente el equilibrio europeo, y conservar los intereses coloniales británicos en América.  En consecuencia, el Reino Unido rechazó las solicitudes de los comisionados revolucionarios para reconocer su independencia, al tiempo que permita ofertar el apoyo humano y material que permitían sus leyes, para ayudarlos como insurgentes frente a España. El Reino Unido declinó cualquier acuerdo con el gobierno español que permitiese asegurar el dominio español de los territorios ultramarinos, y el monopolio de los importantes mercados emergentes de América. 
En 1817 comienza una escalada de reclutamiento en Gran Bretaña de personal militar para el servicio de armas en las fuerzas insurgentes de América del Sur. La violación de la neutralidad produce la protesta de los comisionados españoles. Durante los próximos dos años, el gobierno de Londres tuvo que sortear las demandas del gobierno español por el alistamiento masivo de oficiales, marinos y soldados británicos. Londres contaba con la simpatía pública británica por la recluta a la causa insurgente, que permitía dar una salida remunerada a las tropas desocupadas en suelo británico tras la caída de Napoleón. 
Sin embargo las obligaciones internacionales, de una política declarada de neutralidad, eran inconsistentes con el envío masivo de súbditos británicos a combatir desde el Reino Unido y sus colonias, contra España en ultramar.  Hasta 1817 unos pocos británicos, fuera del Reino Unido, habían participado en fases iniciales de la lucha en distintos lugares de América, en su mayoría acciones aisladas, pero relevantes, como las navales del Río de la Plata. Sin embargo el reclutamiento sistemático en Gran Bretaña comenzó en abril de 1817, a favor del Libertador Simón Bolívar. Las circunstancias eran muy favorables, un gran número de veteranos de las guerras napoleónicas habían sido dado de baja de las fuerzas británicas y estaban desempleados. Los agentes venezolanos recurrían a oficiales británicos, y cada uno de estos reclutaba en Gran Bretaña un cuadro de oficiales y sargentos formando sus propios regimientos.  
En julio de ese año, Joaquín Campuzano, el representante español en Londres, hizo firmes protestas contra la violación de la neutralidad.  El Foreign Office negó cualquier acto ilegal. Castlereagh trató de minimizar el problema, asegurando a los españoles que se trataba de casos puntuales, sin empleo. Pero estaba equivocado. A principios de septiembre, muchos oficiales en activo solicitaban permiso para viajar a  Sudamérica, y el comandante en jefe del ejército, el duque de York, planteo sus dudas sobre la conveniencia de permitir que esos oficiales procedieran al embarque. Castlereagh impuso la distinción entre "prohibir" y "no conceder permiso", ante la opinión contraria de George Canning. Castlereagh se remitió a sus legisladores, quienes dijeron que aunque el servicio exterior había sido prohibido, las viejas leyes no parecían aplicables a estados no reconocidos como los insurgentes.   
En el curso del mes de septiembre, el reclutamiento ya era notorio y público, y los periódicos daban la noticia del embarque de mercenarios y material de guerra en buques rumbo América del Sur. Las protestas del embajador español, Duque de San Carlos se hicieron más insistentes. Castlereagh se negaba a tratar una proclamación real contra el alistamiento en Gran Bretaña, que pueda dejar sin ayuda a los insurgentes, alegando que esta prohibición era irreconciliable con la opinión pública británica, sin introducir, a la vez, una mediación y el libre comercio en los virreinatos españoles. 

### Tráfico de armas británico
Los mercenarios, marinos y soldados británicos contribuyeron decisivamente a la independencia de los rebeldes, probablemente más en los combates en los mares que las batallas terrestres. Sin embargo, respecto a los propios revolucionarios, su resurgimiento a partir de 1815, en adelante, a través de la creación y equipamiento de nuevos ejércitos regulares insurgentes no sería posible sin las armas y municiones que fueron posibles de hacerles llegar desde el Reino Unido y sus colonias, a través de tráfico de armas que era posible únicamente mediante el completo control de los mares por parte de la marina británica, y cuyo origen era la producción armamentista resultante de las guerras napoleónicas.
Tráfico de armas 1815 - 1825
| Tipo de armas     | Cantidades          |
| ----------------- | ------------------- |
| Fusiles           | 704.104 miles       |
| Piedras de chispa | 35.617.864 millones |
| Munición          | 4.508 toneladas     |
| Bala de cañón     | 10.254 toneladas    |
| Pistolas          | 100.637 miles       |
| Sables            | 209.864 miles       |

### La guerra terrestre y la Legión Británica de Bolívar
Los apoyos a la emancipación de la Capitanía General de Venezuela de España se remontaban al respaldo a la conspiración de Gual y España de 1797, año de la invasión británica de Trinidad. Además, Reino Unido facilitó la financiación y logística de la expedición fallida de Francisco de Miranda de 1806 en La Vela de Coro. De 1808 data la Gazeta de Caracas propiciada por los británicos Lamb y Gallagher para la difusión de ideas favorables a la independencia de Venezuela, en el contexto de la guerra de Independencia de España que enfrentaba a Reino Unido y Francia.
Desde el año 1817 se produce el fenómeno de reclutamiento en el Reino Unido de veteranos de las guerras europeas y en los cinco años siguientes, el número de contrataciones y enganches en los puertos de Inglaterra exceden de los seis mil hombres, sin embargo desde las 53 naves que formaron sus expediciones se afirma que combatieron unos cinco mil trescientos soldados. Muchos de ellos eran veteranos del Reino Unido, incluyendo a Irlanda,  también se contaba con algunos veteranos alemanes al servicio de Inglaterra. El principal delegado para efectuar el reclutamiento voluntario de los mercenarios en Londres fue el venezolano Luis López Méndez. La mayor parte de ellos habían participado en las guerras napoleónicas o la guerra británico-estadounidense de 1812. Los mercenarios de la Legión Británica estaban motivados por una combinación tanto de ideales políticos y del beneficio por los servicios militares prestados, en su gran mayoría. Bolívar por su parte esperaba elevar la moral de las tropas insurgentes e incorporar más profesionalidad militar en sus soldados.
Desde el año 1818  los militares británicas se embarcan para diversos lugares de América del Sur, especialmente Venezuela. Las Legiones Británicas estuvieron compuestas por la 1ª Legión Británica, por la 2ª Legión Británica, y la Legión Irlandesa. Formaron los batallones de infantería Albión, Carabobo y Rifles, regimientos de caballería como los Húsares, aunque sus miembros también combatieron encuadrados en otras unidades americanas. Las unidades de mercenarios extranjeros usaron sus propias enseñas, como la Union Jack para los ingleses, o en el caso de la Legión irlandesa una bandera verde con el clàrsach, símbolo de Irlanda. Thomas Ildeston Farriar, al frente de los cazadores británicos, contribuyó de forma decisiva al triunfo de los insurgentes en la Batalla de Carabobo (1821). 
Legiones de Bolívar
| Expedición al mando de: | Número de soldados británicos |
| ----------------------- | ----------------------------- |
| Coronel Hippisley       | 720                           |
| Coronel English         | 1.200                         |
| Coronel Elson           | 572                           |
| General D’Evereux       | 1.729                         |
| General Mac Gregor      | 600                           |
| Coronel Meceroni        | 300                           |
| Coronel Ferms           | 250                           |
| Coronel Rooke           | 200                           |
| Otros                   | 387                           |
| Total                   | 5.958                         |

#### Retratos de comandantes

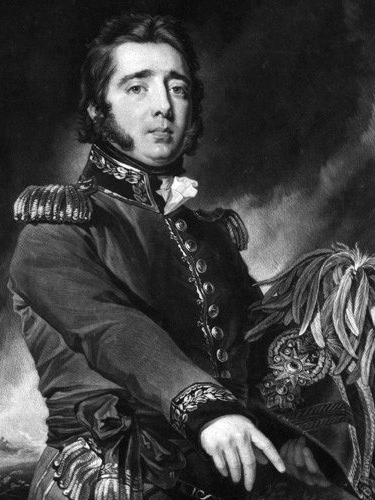
Gregor MacGregor
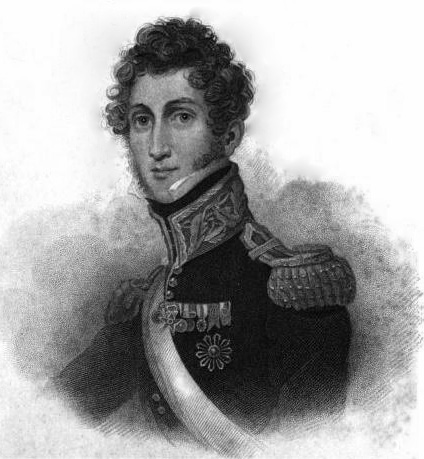
Guillermo Miller
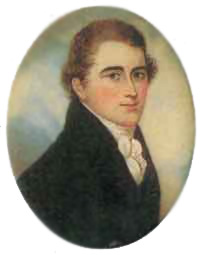
Daniel O'Leary
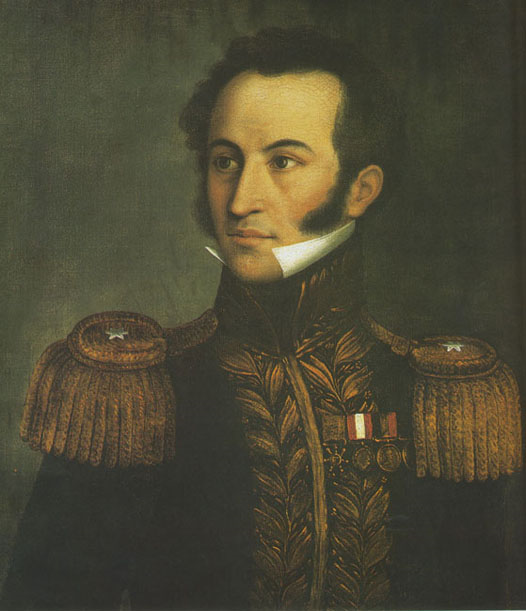
Arthur Sandes
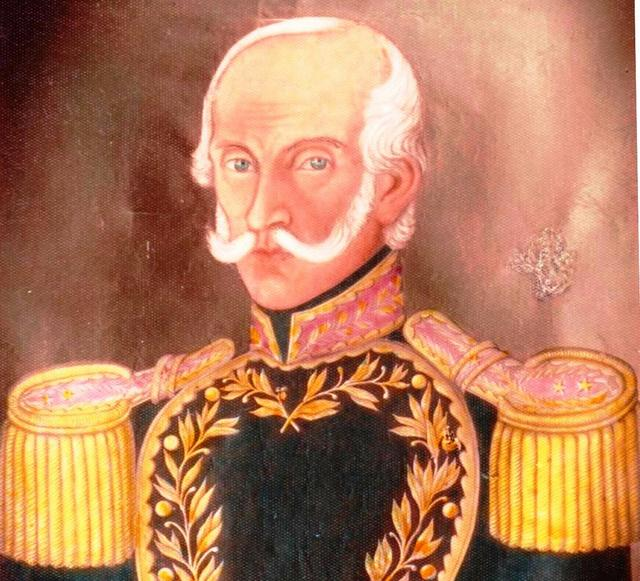
Francis Burdett O’Connor

### La guerra en el mar y la escuadra de Thomas Cochrane
Al terminar la guerra europea contra Napoleón Bonaparte, en 1815, la Marina Real británica contaba con la aplastante cifra de 713 buques de guerra. Pero las necesidades de la economía de la posguerra europea obligaron al Reino Unido a la desmovilización de la mayoría de esos buques, quedándose para el año 1820 con 134 barcos. El resto se vendieron a particulares, e intermediarios, unos 250 buques de guerra en disposición de los gobiernos insurgentes, portando los más modernos armamentos de la época. Además, muchos marinos y capitanes británicos acudieron también al servicio de esos buques de los rebeldes. Uno de esos buques y capitanes fue John Illingworth, al mando del buque de guerra "Rosa de los Andes", clasificado de sexta clase por la Marina Real británica. Este buque adquirido por el gobierno revolucionario de Chile trasportó desde el Reino Unido al más famoso marino británico, Lord Thomas Cochrane, de origen escocés, contratado por el gobierno de Chile para sus campañas navales de la independencia. Arribó a Chile en 1818. A su llegada el idioma y las leyes por las que se regía el buque eran determinadas por la nacionalidad de su capitán. Al ponerse Cochrane a mandar la flota de Chile, este decidió remover el resto de marinos chilenos del mando, porque desconfiaba de ellos, y los reemplazó por oficiales británicos o norteamericanos en su totalidad. De ese modo, la primera escuadra chilena se rigió por el idioma inglés ya de forma oficial, y bajo leyes británicas en los buques de los marinos británicos.
Capitanes y buques de la escuadra libertadora de Chile
| Comandante               | Nombre                | Tonelaje | Cañones |
| ------------------------ | --------------------- | -------- | ------- |
| Thomas Sackville Crosbie | Fragata O'Higgins     | 1220     | 50      |
| William Wilkinson        | Navío San Martín      | 1350     | 64      |
| Martín Jorge Guise       | Fragata Lautaro       | 850      | 50      |
| Robert Forster           | Corbeta Independencia | 830      | 28      |
| John Tooker Spry         | Bergantín Galvarino   | 398      | 18      |
| Thomas Carter            | Bergantín Araucano    | 270      | 16      |
| William Prunier          | Bergantín Pueyrredón  | 220      | 16      |
| Comandante Casey         | Goleta Moctezuma      | 200      | 8       |

#### Retratos de marinos

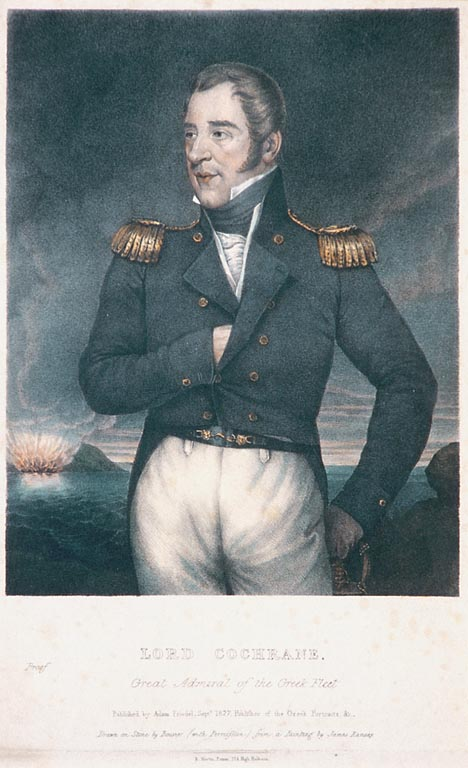
Thomas Cochrane
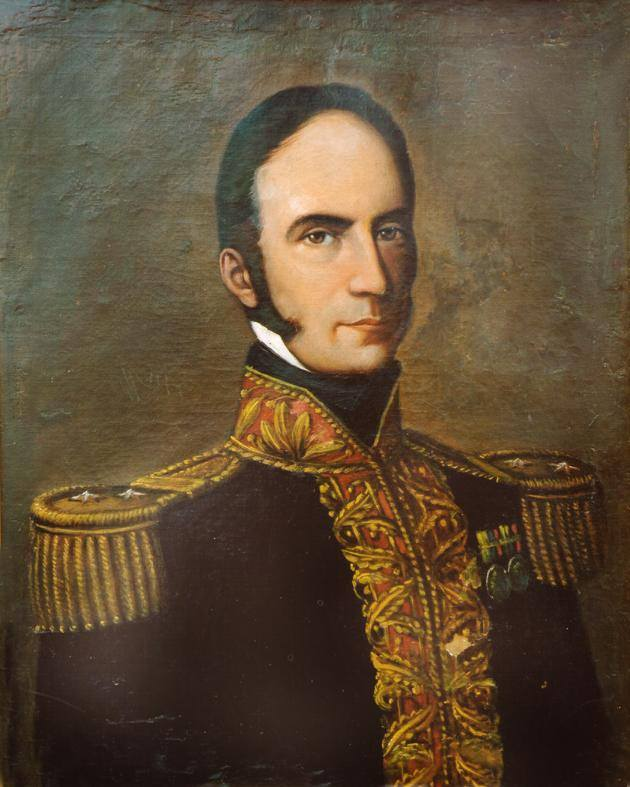
Juan Illingworth Hunt
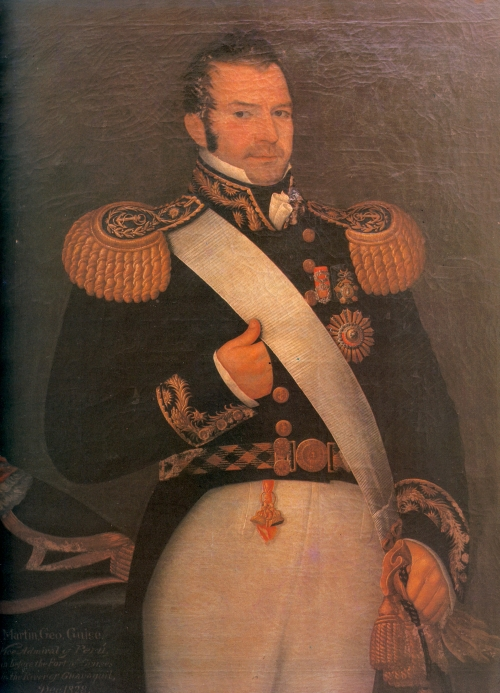
Martin Guise
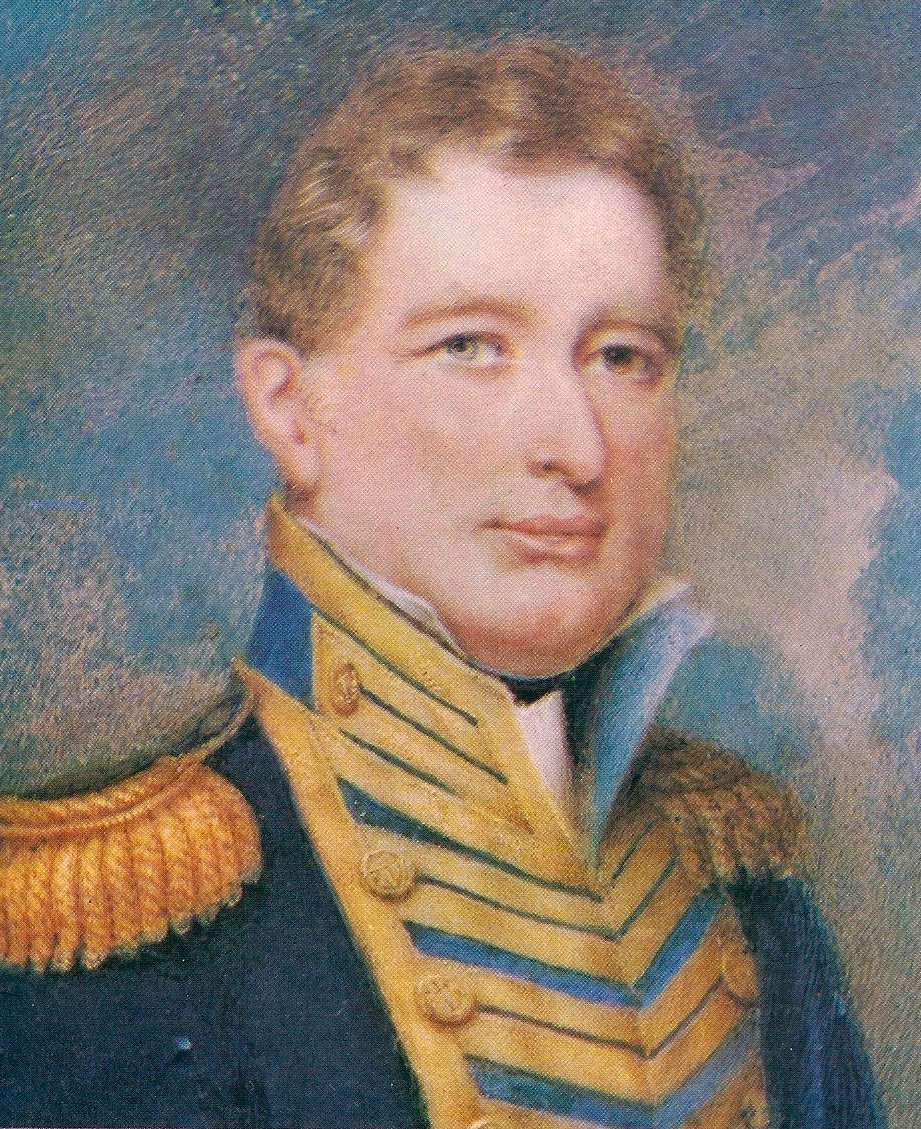
Guillermo Brown

## Foreign Enlistment Act of 1819
Frente a la presión diplomática española, Castlereagh apoyó toda su acción basada en la ley británica anterior, afirmando que solo podía abrir procedimientos contra condenados en sus tribunales británicos, por servicios prohibidos en el extranjero, a favor de un príncipe o un estado o potentado. Y sus fiscales no creían que los insurgentes se ajustaban a alguna categoría, ya que no eran estados reconocidos.  El Lord Canciller, Lord Eldon, fue consultado por este particular, consideró que los gobiernos rebeldes solo podrían ser considerados como sujeto soberano ante los tribunales británicos, cuando su soberanía haya sido reconocida por el gobierno británico. Para Castlereagh esto colocaba a su gobierno en un dilema contra la opinión pública, ya que hacía su neutralidad imposible, ya sea por reconocer una independencia prematuramente, o acusar de piratas a  los británicos que ayudan a los insurgentes. Por lo que concluyó que se requería una nueva ley, pero diferida, ya que no era conveniente discutirlo públicamente en el parlamento del Reino Unido en 1818, mientras la guerra no se haya decantado a favor y existan posibilidades de mediación.  
Los años decisivos de la guerra 1817 y 1818 concluían favorablemente a los gobiernos patriotas. Por fin, se presenta la ley en el parlamento el 13 de mayo de 1819 para prohibir el alistamiento o el compromiso de particulares a servir en el exterior o equipamiento para propósitos bélicos, sin licencia de su majestad. Su primera cláusula derogó las leyes anteriores, y el segundo prohibió el reclutamiento o el alistamiento de súbditos británicos sin el permiso de la Corona, para servicio militar en las fuerzas de cualquier índole.  Su tercera, que no tendría alcance retrospectivo; el cuarto, quinto y sexto hicieron provisión para el juicio, detención de buques que llevan reclutas; y la séptima y octava cláusulas extendieron la prohibición para la instalación o el armamento de los buques de guerra para el servicio exterior.
San Carlos comunicaba a Madrid que creía que se mantenían la formalidad y apariencia únicamente para ganar tiempo. Castlereagh finalmente consigue imponer las condiciones del Reino Unido en el Congreso de Aquisgrán (1818), Aix-la-Chapelle,  y Congreso de Verona (1822) frente al resto de potencias europeas, bloqueando la ayuda a España para la reconquista.

## Conclusiones
La mayoría de las repúblicas de Hispanoamérica en la actualidad emergieron de la desmembración de la España americana, que se produjo entre los años 1809 y 1833.  El profesor de historia moderna, Leopoldo Prieto, afirma que la "interpretación de las guerras de independencia americanas como una guerra civil, si bien minoritaria hasta la década de 1980, ha sido sostenida por diversos autores" desde el siglo XIX.  Estas guerras civiles por las independencias fueron llevadas adelante mediante un tráfico constante de armas, buques y mercenarios extranjeros en apoyo de las rebeliones, que a su vez solo fue posible gracias a la destrucción militar del Imperio español producto de la invasión de la España ibérica por la Francia napoleónica.
A partir de 1808, a causa de la invasión napoleónica se produjo la Guerra de la Independencia Española. El Imperio británico aprovechó esta coyuntura para apoyar una revolución liberal en América y en España. Esta situación, termina por enfrentar violentamente a los partidarios y detractores de una monarquía unitaria, gobernada desde España, en contra de las repúblicas o monarquías independientes, que pretendían formar estados plurales en la América española.  El liberalismo y libre comercio apoyados por el Reino Unido favorecieron el establecimiento de gobiernos revolucionarios en ambos hemisferios y aunque ambos todavía conservan la figura de un rey Fernando VII, éste se convierte en una figura sin soberanía, sometido a las Cortes o Congresos de cada país independiente. Seguidamente, la instauración de repúblicas prescinde de la figura del rey. El enfrentamiento entre los partidarios y detractores de una monarquía unitaria, dirigida desde España, se recrudece en 1814, con el re-establecimiento del absolutismo por Fernando VII, que consigue acabar con todo rastro de liberalismo en España, hasta la rebelión de Rafael Riego en 1820, que depone el absolutismo nuevamente y forma el gobierno del Trienio Liberal apoyados de Inglaterra.
El papel de las potencias enemigas fue determinante en la independencia de la América española. Francia destruyó la España peninsular y el Reino Unido dispuso la desmembración de la España americana. El Imperio británico, aprovecha esta coyuntura de ruina peninsular para desarrollar su expansión colonialista, y con su diplomacia bloquea el apoyo europeo a España, y bajo una máscara de neutralidad, lleva adelante empresas militares privadas con un flujo de hombres, buques y material de guerra en apoyo de las insurgencias. Para Fernando Bellver, profesor de historia, se desmembró "el Mundo Hispánico a manos de sus dos potencias enemigas, Inglaterra y Francia. Incapaces de crear algo semejante a Hispanoamérica. La Monarquía Hispánica se hundió en sus dos columnas. Inglaterra y Francia acabaron con ella. Inglaterra acabó con Hispanoamérica y Francia acabó con España y con la Monarquía". Para, Augusto Zamora, académico de Geografía e Historia de Nicaragua, "la independencia latinoamericana no es resultado de causas endógenas, por más que los historiadores nativos, sobre todo en el siglo XIX, hayan querido presentar aquel proceso como una gesta nacida de las entrañas de los pueblos" Para González "La rebelión de Hispanoamérica, con la formación de Juntas, estaba causada exclusivamente por agentes y militares británicos o hispanoamericanos “logiados” y formados en Londres contra su patria: la España ibérica y las “Españas” de América. Como hemos relatado, estas sediciones y rebeliones se hacían con recursos provenientes de Gran Bretaña."
La intervención británica en la independencia hispanoamericana no era solo política, económica o diplomática, para Olivié, asumían un rol de "inspiradores, protectores y proveedores en dinero, armas y hombres, de los caudillos rebeldes, más o menos clandestinamente mientras se luchaba contra Napoleón y abiertamente después de la derrota del Emperador francés". Para Bonilla, investigador e historiador peruano, la "independencia de Hispanoamérica y del Perú fueron consecuencias derivadas de cambios profundos que alteraron el equilibrio de fuerzas establecidas entre las potencias europeas y que condujeron a la hegemonía absoluta e indiscutida de Inglaterra".
El papel diplomático del gobierno británico, el tráfico de buques, armas y el reclutamiento de tropas y oficiales, hasta la promulgación del Foreign Enlistment Act of 1819, fue determinante para los resultados de las campañas militares durante los años vitales del conflicto, 1817 y 1819. Especialmente importantes son el papel de la Legión Británica en las campañas de Bolívar, y el papel de la escuadra de Lord Cochrane en las campañas navales de Chile.